# Pont Rigaud-De Cavagnal
Le pont Rigaud-De Cavagnal est un pont routier reliant les deux secteurs urbains de Rigaud en franchissant la rivière Rigaud. 

## Circulation et accès

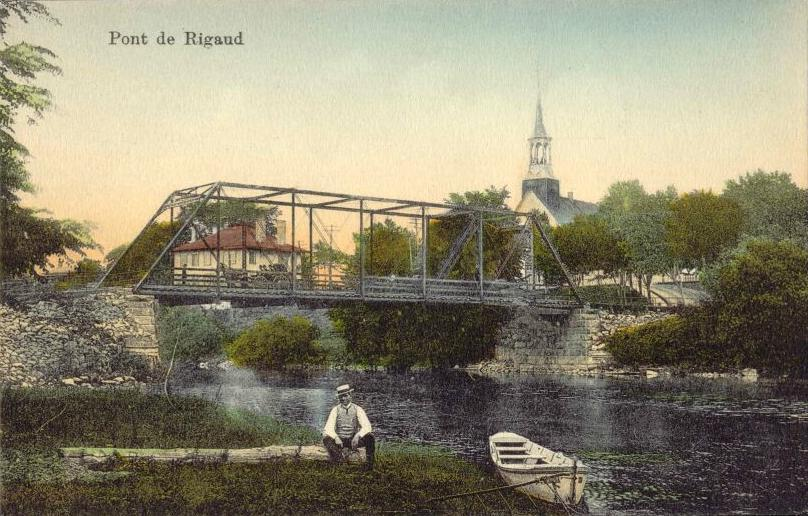
Pont de Rigaud, vers 1910

Le pont constitue un segment de la rue Saint-Jean-Baptiste et de la route 342. Il s'agit de l'ancienne route 17 reliant Ottawa et Montréal avant la construction de l'autoroute Félix-Leclerc (A-40), segment de la route Transcanadienne. Il relie les deux secteurs urbains du centre de la ville de Rigaud. Cette route relie localement Pointe-Fortune à l'ouest et Hudson à l'est. L'intersection immédiatement à l'est du pont donne sur la rue Saint-Pierre (route 325), qui se dirige vers Très-Saint-Rédempteur. L'ouvrage d'art comporte deux voies de circulation, soit une par direction à chaussée non séparée, avec un trottoir en rive de chaque côté. En moyenne, 5 700 véhicules l'empruntent par jour. La ligne d'autobus 61 d'Exo La Presqu'île emprunte le pont Rigaud-De Cavagnal.

## Historique
L'odonyme de ouvrage d'art rappelle la mémoire de Pierre de Rigaud de Vaudreuil, dit de Cavagnal, gouverneur de la Nouvelle-France et seigneur de Rigaud. Initialement, le pont de Rigaud franchit la rivière Rigaud en amont du site actuel du pont. Le pont Rigaud-De Cavagnal a été construit en 1938. Le pont Rigaud-De Cavagnal fait l'objet d'une réfection à l'été 2017.